# Edson Álvarez
Edson Omar Álvarez Velázquez, född 24 oktober 1997, är en mexikansk fotbollsspelare som spelar för West Ham United. Han representerar även Mexikos landslag.

## Klubbkarriär

### Ajax
Den 22 juli 2019 värvades Álvarez av Ajax, där han skrev på ett femårskontrakt. Álvarez debuterade i Eredivisie den 17 augusti 2019 i en 4–1-vinst över VVV-Venlo, där han blev inbytt i den 74:e minuten mot Lisandro Martínez. Den 27 oktober 2021 förlängdes kontraktet till sommaren 2025.

### West Ham United
Den 10 augusti 2023 värvades Álvarez av West Ham United på ett femårskontrakt.

## Landslagskarriär
Álvarez debuterade för Mexikos landslag den 8 februari 2017 i en 1–0-vinst över Island, där han blev inbytt i den 60:e minuten mot Jesús Molina.